# Feketében
Feketében (węg. W czerni) – debiutancki album węgierskiej grupy muzycznej Omen, wydany w 1991 roku przez Hungaroton-Start na MC i LP. Album zajął pierwsze miejsce na liście Top 40 album- és válogatáslemez-lista.

## Lista utworów

### Strona A
1. "A harmadik" (3:01)
2. "Az áldozat" (4:00)
3. "Bízd rám magam!" (5:22)
4. "A gonosz hétszer él" (3:20)
5. "A rozsda lesben áll" (3:49)

### Strona B
1. "Lányok feketében" (3:55)
2. "Hajsza a tűzzel" (4:13)
3. "Könnyű szívvel" (5:05)
4. "Rossz hely, rossz idő" (3:39)
5. "Kísértetek órája" (3:21)

## Wykonawcy
źródło: omen.hu
- András Ács – gitara basowa
- József Kalapács – wokal
- László Nagyfi – gitara
- Zoltán Nagyfi – perkusja
- Tamás Szekeres – gitara